# Thylamys velutinus
Thylamys velutinus e вид опосум от семейство Didelphidae. Той е южноамерикански вид ендемичен за Бразилия. Обитава характерните за източната и централната част на страната хабитати – серадо и каатинга. Дължината на тялото е 14,1 - 21,2 cm, а дължината на опашката е 7,3 - 8,5 cm. Около 75% от храната която консумират е от дребни безгръбначни животни и животински продукти, като близо половината (44%) представляват членестоноги. Коремът им е изцяло сив. Задните крайници са дълги не повече от 14 mm и това ги прави от най-късите сред представителите на рода.